# Globigerinatellinae
Globigerinatellinae es una subfamilia de foraminíferos planctónicos de la Familia Globigerinatellidae, de la superfamilia Globigerinoidea, del suborden Globigerinina y del orden Globigerinida. Su rango cronoestratigráfico abarca el Burdigaliense (Mioceno inferior) hasta el Tortoniense (Mioceno superior).

## Discusión
Clasificaciones previas incluían los taxones de Globigerinatellinae en la subfamilia Orbulininae de la familia Globigerinidae.

## Clasificación
Globigerinatellinae incluye a los siguientes géneros:
- Globigerinatella †
- Polyperibola †